# 克盧埃康梅
6°58′49″N 1°50′32″E / 6.98028°N 1.84222°E

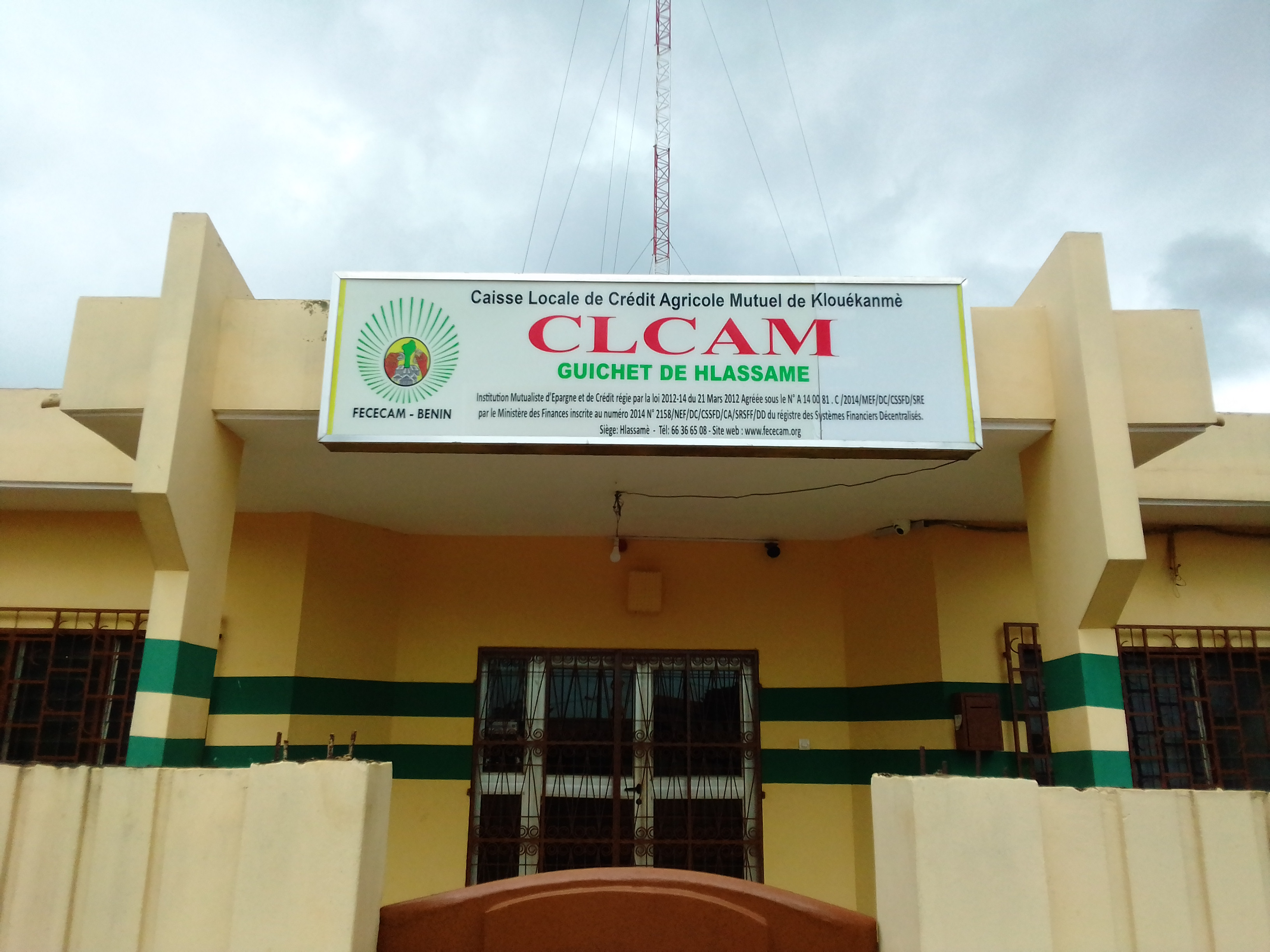
克盧埃康梅當地的銀行

克盧埃康梅（法語：Klouékanmè）是貝寧的城鎮，位於該國西南部，由庫福省負責管轄，處於首都波多諾伏西北面約100公里，面積250平方公里，2013年人口128,537，人口密度每平方公里514人。